# Bea Miller
Beatrice Annika Miller (Nova Jérsia, 7 de fevereiro de 1999), é uma cantora e atriz norte-americana. Ela foi a quitna competidora eliminada na segunda temporada de The X Factor dos Estados Unidos quando tinha 13 anos. Mais tarde, ela assinou contrato com a Hollywood Records. Seu EP de estreia Young Blood foi lançado em 2014, e seu álbum de estreia Not an Apology foi lançado em 24 de julho de 2015. Em 2016, ela lançou o single "Yes Girl". Durante 2017, ela lançou os EPs Chapter One: Blue, Chapter Two: Red e Chapter Three: Yellow. Os três EPs, juntamente com cinco músicas adicionais, foram coletados como seu segundo álbum de estúdio, Aurora.
Em 2018, ela foi vocalista principal do single "I Wanna Know" do NOTD, que alcançou o top 20 na Austrália, Bélgica e Noruega. Em 2019, ela lançou os singles "It's Not U It's Me" com 6lack, "Feel Something", "Feels Like Home" com Jessie Reyez e "Never Gonna Like You" com Snakehips. Ela assinou com a Olliebear Records e Create Music Group em novembro de 2019 para lançar o single "That Bitch".
Em outubro de 2020, após o sucesso inesperado de "Feel Something", Miller voltaria a lançar pela Hollywood Records com o single "Wisdom Teeth". A música foi lançada como o primeiro single do EP de Miller intitulado Elated!, que foi lançado em 23 de outubro do mesmo ano.

## Carreira

### 2012:The X Factor(US)
Miller foi um concorrente na segunda temporada do The X Factor, terminando em nono lugar. Ela foi eliminada após perder o confronto final para CeCe Frey. No entanto, Miller recebeu mais votos do que Frey, o que significa que se o resultado chegasse a um impasse, Miller teria sido salvo. Ela cantou as seguintes músicas no show:
| Show              | Tema                     | Canção                                       | Artista Original  | Lugar | Resultado         |
| ----------------- | ------------------------ | -------------------------------------------- | ----------------- | ----- | ----------------- |
| Audição           | Escolha livre            | "Cowboy Take Me Away"                        | The Chicks        | —     | Avançou           |
| Bootcamp 1        | Performance solo         | Não visualizado                              | Não visualizado   | —     | Avançou           |
| Bootcamp 2        | Performance em grupo     | Não visualizado                              | Não visualizado   | —     | Avançou           |
| Bootcamp 3        | Performance em dueto     | "Pumped Up Kicks" (com Carly Rose Sonenclar) | Foster the People | —     | Avançou           |
| Casa dos jurados  | Escolha livre            | "Titanium"                                   | David Guetta/Sia  | —     | Avançou           |
| Semana 1          | Feito na américa         | "I Won't Give Up"                            | Jason Mraz        | 11    | Avançou           |
| Semana 2          | Músicas de filmes        | "Iris"                                       | Goo Goo Dolls     | 5     | Seguro (10º)      |
| Semana 3          | Divas                    | "Time After Time"                            | Cyndi Lauper      | 4     | Seguro (8º)       |
| Semana 4          | Ação de Graças           | "Chasing Cars"                               | Snow Patrol       | 7     | Três últimos (8º) |
| Semana 4 Survival | Cantando para sobreviver | "White Flag"                                 | Dido              | 2     | Eliminada         |

### 2013–2015: Contrato de gravação eNot an Apology
Em 11 de abril de 2013, foi anunciado oficialmente que ela assinou contrato com a Syco Music e Hollywood Records, marcando o primeiro acordo colaborativo entre essas duas gravadoras. Pouco depois do final da segunda temporada do The X Factor, Miller mudou seu nome para simplesmente Bea Miller.Ela contribuiu com sua voz para o audiolivro do novo livro de Jennifer Donnelly, Deep Blue: Songspell e uma música promocional chamada "Open Your Eyes" em 2014. Ela carregou sua nova música "Rich Kids" no YouTube em 2014, e foi incluído em seu álbum de 2015, Not an Apology. Ela lançou um clipe de uma nova música chamada "Enemy Fire".[carece de fontes?]
"Enemy Fire" estreou em seu próprio canal Vevo em abril de 2014. Ela trabalhou com busbee, Jarrad Rogers, Mike Del Rio e outros produtores notáveis para seu álbum. Seu EP de estreia, Young Blood, foi lançado em 22 de abril de 2014, com o single principal "Young Blood". Seu EP alcançou a posição número 2 na parada de álbuns pop do iTunes. Seu EP teve um pico de estreia na Billboard 200 na posição 64. Miller abriu para Demi Lovato em cidades selecionadas para sua Demi World Tour.
Em dezembro de 2014, ela foi escolhida como Artista do Mês de Elvis Duran e apareceu no programa Today da NBC apresentado por Kathy Lee Gifford e Hoda Kotb, onde cantou ao vivo seu single "Young Blood".
Em 2015, Miller foi nomeado o mais novo artista do Next Big Thing da Radio Disney. Ela apareceu muitas vezes no Disney Channel e também promoveu seu álbum. Seu single de estreia, "Young Blood", ganhou o 2015 Radio Disney Music AwardsRadio Disney Music Awards de 2015 como "Best Song to Rock Out to With Your BFF" ("Melhor Canção para Fazer Rock com Sua Melhor Amiga").
Miller lançou seu álbum de estreia, Not an Apology, em 24 de julho de 2015, pela Hollywood Records. O álbum alcançou a 7ª posição na Billboard 200. Em 24 de abril de 2015, foi anunciado que Miller acompanharia Debby Ryan e Natalie La Rose como bandas de abertura para a etapa de verão da The Reflection Tour do Fifth Harmony, que começou em 15 de julho em Louisville, Kentucky. Miller terminou a turnê no final de agosto.[carece de fontes?] Em julho de 2015, ela foi escolhida por votação pública para ser a próxima artista do Vevo Lift.

### 2016–2018:Aurora
Em 20 de abril de 2016, foi anunciado que Miller se juntaria a Selena Gomez em sua Revival Tour como banda de abertura junto com DNCE. A turnê aconteceu de maio durante todo o verão. Miller também anunciou que apresentaria um encontro e cumprimentos intitulado "Tea With Bea".[carece de fontes?]
Miller lançou um single sem álbum "Yes Girl" em 20 de maio de 2016.[carece de fontes?] Ela cantou a música e uma música que não era lançada no momento, intitulada "Song Like You" inúmeras vezes na Revival Tour. Sua música "This Little Light of Mine" foi apresentada em uma campanha publicitária de 2016 para 3 Musketeers.Em 24 de fevereiro de 2017, ela lançou a primeira parte de um projeto de três EP, Chapter One: Blue Em 30 de março de 2017, ela cantou "Song Like You" no The Late Late Show com James Corden. Foi sua primeira aparição em um talk show noturno. Em 2 de junho de 2017, ela lançou a segunda parte de seu projeto de três EP, Chapter Two: Red. O EP final, Chapter Three: Yellow foi lançado em 6 de outubro de 2017.
Em agosto de 2017, a música "Brand New Eyes" de Miller foi apresentada no trailer do filme Wonder, dirigido por Stephen Chbosky e estrelado por Julia Roberts e Owen Wilson.
O segundo álbum completo e álbum de estreia internacional de Miller, Aurora, foi lançado em 23 de fevereiro de 2018. Inclui todas as músicas das três peças estendidas anteriores (apelidadas de "capítulos"), junto com cinco novas faixas. Miller ajudou a escrever todas as músicas de Aurora, exceto uma, sobre tópicos sobre "tudo, desde o tédio existencial até a vergonha das vagabundas". Ela cantou "S.L.U.T.", o primeiro single do álbum, no TRL da MTV em 12 de fevereiro de 2018. Ela concebeu a música como uma forma de recuperar as conotações negativas da palavra como o acrônimo positivo "doce pequeno inesquecível coisa".
Ela participou dos vocais no single "I Wanna Know" do NOTD de 2018, lançado em março de 2018. A música ganhou ouro nos EUA e platina em vários países, incluindo Austrália, Canadá, Reino Unido e Suécia. Ela cantou a música ao vivo no Today em junho de 2018. Ela também promoveu o single em vários shows e sets acústicos.

### 2019–presente: Em turnê eElated!
Em fevereiro de 2019, Miller anunciou sua primeira turnê intitulada "Nice To Meet U Tour". Em 1º de março, ela lançou o primeiro single de seu terceiro álbum de estúdio, intitulado "It's Not U It's Me", que é uma colaboração com o cantor americano de R&B, 6lack. Em seguida, ela lançou o single "Feel Something" e anunciou sua "Sunsets in Outerspace Tour".[carece de fontes?] Em agosto de 2019, Bea Miller lançou o single "Feels Like Home" com a cantora e compositora canadense Jessie Reyez. Uma colaboração com a equipe de produção Snakehips intitulada "Never Gonna Like You", foi lançada em setembro de 2019.
Miller lançou o single "That Bitch" em novembro de 2019, de forma independente de sua gravadora. Ela interpretou a personagem Evellyn de League of Legends no grupo musical virtual K/DA para "The Baddest", um single do EP All Out da K/DA. Em setembro de 2020, Bea Miller lançaria uma série de EPs de compilação que consistiam em; Quarantine em 4 de setembro, Sad Boy Hours em 18 de setembro e Lust em 24 de setembro.
Em 7 de outubro de 2020, Bea Miller anunciou o lançamento do single "Wisdom Teeth", que seria lançado em 9 de outubro e serviria como single principal do EP Elated!, que foi lançado em 23 de outubro de 2020. Em 6 de novembro de 2021, o single "Playground" de Miller foi apresentado no primeiro ato da série animada de League of Legends, Arcane; este single foi lançado no mesmo dia. O videoclipe do single fez parte da cerimônia de abertura do Campeonato Mundial de League of Legends de 2021.
Em 13 de janeiro de 2023, o single "Lonely Bitch" de Miller foi lançado por sua própria gravadora, Gauche Records. A gravadora foi criada por Miller em parceria com a ADA, empresa de distribuição musical de propriedade do Warner Music Group.

## Vida pessoal
Miller é filha de duas mães e tem dois irmãos mais novos adotivos. Ela é de Maplewood, Nova Jersey. Quando era pré-adolescente, Miller frequentou o acampamento familiar COLAGE em Provincetown, Massachusetts. Miller experimenta sinestesia, o que significa que ela vê cores diferentes ao ouvir certos sons.
Em 2015, Miller começou a namorar o cantor americano Jacob Whitesides. O casal se separou em maio de 2016, após um ano de namoro.
Miller é embaixadora da instituição de caridade anti-bullying Ditch the Label.

## Discografia

### Álbuns
| Título         | Detalhes                                                                                         | Posições de pico no gráfico |
| Título         | Detalhes                                                                                         | US                          |
| -------------- | ------------------------------------------------------------------------------------------------ | --------------------------- |
| Not an Apology | - Lançamento: 24 de julho de 2015 - Gravadora: Syco, Hollywood - Formato: CD, Download digital   | 7                           |
| Aurora         | - Lançamento: 23 de fevereiro de 2018 - Gravadora: Hollywood - Formato: CD, LP, download digital | —                           |

### Extended plays
| Título                | Detalhes do EP                                                                                                | Posições de pico no gráfico |
| Título                | Detalhes do EP                                                                                                | US                          |
| --------------------- | --- | --------------------------- |
| Young Blood           | - Lançamento: 22 de abril de 2014 - Gravadora: Hollywood Records - Formato: Download Digital                  | 64                          |
| Chapter One: Blue     | - Lançamento: 24 de fevereiro 2017 - Gravadora: Hollywood Records - Formato: Download Digital                 | -                           |
| Chapter Two: Red      | - Lançamento: 2 de junho de 2017 - Gravadora: Hollywood Records - Formato: Download Digital                   | -                           |
| Chapter Three: Yellow | - Lançamento: 6 de outubro de 2017 - Gravadora: Hollywood Records - Formato: Download Digital                 | -                           |
| Quarantine            | - Lançamento: 4 de setembro de 2020 - Gravadora: UMG - Formatos: Download digital, streaming                  | —                           |
| Sad Boy Hours         | - Lançamento: 18 de setembro de 2020 - Gravadora: UMG - Formatos: Download digital, streaming                 | —                           |
| Lust                  | - Lançamento: 25 de setembro de 2020 - Gravadora: UMG - Formatos: Download digital, streaming                 | —                           |
| Elated!               | - Lançamento: 23 de outubro de 2020 - Gravadora: Hollywood Records - Formato: LP, Download Digital, streaming | -                           |

### Singles

#### Como artista principal
| Título                                                                                    | Ano  | Posições de pico no gráfico | Posições de pico no gráfico | Posições de pico no gráfico | Certificações           | Álbum                     |
| Título                                                                                    | Ano  | US                          | US Pop                      | NZ Hot                      | Certificações           | Álbum                     |
| ----------------------------------------------------------------------------------------- | ---- | --------------------------- | --------------------------- | --------------------------- | ----------------------- | ------------------------- |
| "Young Blood"                                                                             | 2014 | —                           | 40                          | —                           | - RIAA: Gold            | Not an Apology            |
| "Fire n Gold"                                                                             | 2015 | 78                          | —                           | —                           | - RIAA: Platinum        | Not an Apology            |
| "Yes Girl"                                                                                | 2016 | —                           | —                           | —                           |                         | Single sem álbum          |
| "Song Like You"                                                                           | 2017 | —                           | —                           | —                           |                         | Aurora                    |
| "S.L.U.T."                                                                                | 2017 | —                           | —                           | —                           |                         | Aurora                    |
| "It's Not U It's Me" (com 6LACK)                                                          | 2019 | —                           | —                           | 38                          |                         | Single sem álbum          |
| "Feel Something"                                                                          | 2019 | —                           | —                           | —                           | - MC: Gold - RIAA: Gold | Quarantine                |
| "Feels like Home" (com Jessie Reyez)                                                      | 2019 | —                           | —                           | —                           |                         | Lust                      |
| "Never Gonna Like You" (com Snakehips)                                                    | 2019 | —                           | —                           | 34                          |                         | Lust                      |
| "That Bitch"                                                                              | 2019 | —                           | —                           | —                           |                         | Single sem álbum          |
| "Wisdom Teeth"                                                                            | 2020 | —                           | —                           | —                           |                         | Elated!                   |
| "Playground"                                                                              | 2021 | —                           | —                           | —                           |                         | Arcane: League of Legends |
| "Lonely Bitch"                                                                            | 2023 | —                           | —                           | —                           |                         | TBA                       |
| "Cynical"                                                                                 | 2023 | —                           | —                           | —                           |                         | TBA                       |
| "Jealous of My Friends"                                                                   | 2023 | —                           | —                           | —                           |                         | TBA                       |
| "This Call is Coming From Inside the House"                                               | 2023 | —                           | —                           | —                           |                         | TBA                       |
| "Gauche"                                                                                  | 2023 | —                           | —                           | —                           |                         | TBA                       |
| "—" denota uma gravação que não entrou nas paradas ou não foi lançada naquele território. |      |                             |                             |                             |                         |                           |

#### Como artista em destaque
| Título                                                                                    | Ano  | Posições de pico no gráfico | Posições de pico no gráfico | Posições de pico no gráfico | Posições de pico no gráfico | Posições de pico no gráfico | Posições de pico no gráfico | Posições de pico no gráfico | Posições de pico no gráfico | Certificações                                                                                       | Álbum            |
| Título                                                                                    | Ano  | US Bub.                     | AUS                         | BEL (WA) Tip                | CAN                         | DEN                         | NOR                         | SWE                         | UK                          | Certificações                                                                                       | Álbum            |
| ----------------------------------------------------------------------------------------- | ---- | --------------------------- | --------------------------- | --------------------------- | --------------------------- | --------------------------- | --------------------------- | --------------------------- | --------------------------- | --------------------------------------------------------------------------------------------------- | ---------------- |
| "I Wanna Know" (NOTD com participação de Bea Miller)                                      | 2018 | 23                          | 18                          | 14                          | 69                          | 40                          | 18                          | 28                          | 46                          | - RIAA: Platinum - ARIA: 2× Platinum - BPI: Gold - GLF: Platinum - IFPI DEN: Gold - MC: 2× Platinum | Single sem álbum |
| "War (En Vivo)" (Paty Cantú featuring Bea Miller)                                         | 2018 | —                           | —                           | —                           | —                           | —                           | —                           | —                           | —                           | | #333             |
| "Waste of Time" (Lostboycrow featuring Bea Miller)                                        | 2018 | —                           | —                           | —                           | —                           | —                           | —                           | —                           | —                           | | Santa Fe         |
| "Comethru" (Jeremy Zucker com Bea Miller)                                                 | 2019 | —                           | —                           | —                           | —                           | —                           | —                           | —                           |                             | - RIAA: Platinum                                                                                    | Summer           |
| "The Baddest" (K/DA com Bea Miller, (G)I-dle & Wolftyla)                                  | 2020 | —                           | —                           | —                           | —                           | —                           | —                           | —                           | —                           | | All Out          |
| "Steal My Clothes" (Kito com Bea Miller)                                                  | 2021 | —                           | —                           | —                           | —                           | —                           | —                           | —                           | —                           | | Blossom          |
| "Hate U Cuz I Don't" (Louis the Child featuring Bea Miller)                               | 2021 | —                           | —                           | —                           | —                           | —                           | —                           | —                           | —                           | | Euphoria         |
| "Yours" (Sueco com Bea Miller)                                                            | 2023 | —                           | —                           | —                           | —                           | —                           | —                           | —                           | —                           | | Single sem álbum |
| "Out of Time" (Zedd com Bea Miller)                                                       | 2024 | —                           | —                           | —                           | —                           | —                           | —                           | —                           | —                           | | Telos            |
| "—" denota uma gravação que não entrou nas paradas ou não foi lançada naquele território. |      |                             |                             |                             |                             |                             |                             |                             |                             | |                  |

### Singles promocionais
| Título           | Ano  | Álbum                     |
| ---------------- | ---- | ------------------------- |
| "Open Your Eyes" | 2014 | Música que não é do álbum |
| "Brand New Eyes" | 2017 | Wonder                    |

### Participações especiais
| Título          | Ano  | Outros artistas | Álbum                  |
| --------------- | ---- | --------------- | ---------------------- |
| "Roar"          | 2015 | Boyce Avenue    | Cover Sessions, Vol. 3 |
| "We Can't Stop" | 2015 | Boyce Avenue    | Cover Sessions, Vol. 3 |
| "See You Again" | 2017 | Boyce Avenue    | Cover Sessions, Vol. 4 |
| "Photograph"    | 2017 | Boyce Avenue    | Cover Sessions, Vol. 4 |
| "Be My Baby"    | 2017 | Nenhum          | Dirty Dancing          |

### Vídeos musicais
| Título                      | Ano                    | Outros artistas        | Diretor                   | Ref.                   |
| Como artista principal      | Como artista principal | Como artista principal | Como artista principal    | Como artista principal |
| --------------------------- | ---------------------- | ---------------------- | ------------------------- | ---------------------- |
| "Open Your Eyes"            | 2014                   | Nenhum                 | Desconhecido              | [ 86 ]                 |
| "Young Blood"               | 2014                   | Nenhum                 | Mark Pellington           |                        |
| "Fire n Gold"               | 2015                   | Nenhum                 | Black Coffee              |                        |
| "Yes Girl"                  | 2016                   | Nenhum                 | Aya Tanimura              | [ 87 ]                 |
| "Song Like You"             | 2017                   | Nenhum                 | Kyle Cogan                | [ 88 ]                 |
| "Burning Bridges"           | 2017                   | Nenhum                 | Kyle Cogan                | [ 89 ]                 |
| "Be My Baby"                | 2017                   | Nenhum                 | Brazil & Kalyne Lionheart | [ 90 ]                 |
| "I Can't Breathe"           | 2017                   | Nenhum                 | Miles & AJ                | [ 91 ]                 |
| "Like That"                 | 2017                   | Nenhum                 | Miles & AJ                |                        |
| "Buy Me Diamonds"           | 2017                   | Nenhum                 | Miles & AJ                | [ 92 ]                 |
| "Warmer"                    | 2017                   | Nenhum                 | Miles & AJ                | [ 93 ]                 |
| "Brand New Eyes"            | 2017                   | Nenhum                 | desconhecido              | [ 94 ]                 |
| "Repercussions"             | 2017                   | Nenhum                 | Miles & AJ                | [ 95 ]                 |
| "To the Grave"              | 2017                   | Mike Stud              | Miles & AJ                | [ 96 ]                 |
| "S.L.U.T."                  | 2018                   | Nenhum                 | Miles & AJ                |                        |
| "It's Not U It's Me"        | 2019                   | 6lack                  | Pilar Zeta & Jimmy Edgar  | [ 97 ]                 |
| "Feel Something"            | 2019                   | Nenhum                 | Pilar Zeta                | [ 98 ]                 |
| "Feels Like Home"           | 2019                   | Jessie Reyez           | Phillip Soulliere         | [ 99 ]                 |
| "Never Gonna Like You"      | 2019                   | Snakehips              | Emmet Kilmer & Bea Miller | [ 100 ]                |
| "Wisdom Teeth"              | 2020                   | Nenhum                 | Gina "Gizella" Manning    | [ 101 ]                |
| "Making Bad Decisions"      | 2020                   | Nenhum                 | Gina "Gizella" Manning    | [ 102 ]                |
| "Hallelujah"                | 2020                   | Nenhum                 | Gina "Gizella" Manning    | [ 103 ]                |
| "Forever is a Lie"          | 2020                   | Nenhum                 | Gina "Gizella" Manning    | [ 104 ]                |
| "Feel Something Different"  | 2020                   | Aminé                  | Gina "Gizella" Manning    | [ 105 ]                |
| "I Never Wanna Die"         | 2020                   | Nenhum                 | Gina "Gizella" Manning    | [ 106 ]                |
| "Self Crucify"              | 2020                   | Nenhum                 | Gina "Gizella" Manning    | [ 107 ]                |
| "Welcome to the Playground" | 2021                   | Nenhum                 | Desconhecido              | [ 36 ] [ 37 ]          |
| Como artista em destaque    |                        |                        |                           |                        |
| "War (En Vivo)"             | 2017                   | Paty Cantú             | desconhecido              | [ 108 ]                |
| "I Wanna Know"              | 2017                   | NOTD                   | Michael Baldwin           | [ 109 ]                |

## Filmografia
| Ano  | Título                         | Papel                               | Notas           | Referências         |
| ---- | ------------------------------ | ----------------------------------- | --------------- | ------------------- |
| 2008 | Saturday Night Live            | Garota no "The Dakota Fanning Show" | Aparição        | [ 110 ]             |
| 2008 | Teddy Grams                    | Grace                               | curta-metragem  | [ 111 ]             |
| 2008 | Yes, Virginia                  | Virginia O'Hanlon                   | Papel principal | [ 112 ]             |
| 2009 | Wonder Pets                    | Cuby / Baby Munchkin                | 2 episódios     | [ 113 ]             |
| 2009 | Confessions of a Shopaholic    | Garota da sapataria                 |                 | [ 112 ]             |
| 2009 | Tell-Tale                      | Angela Bernard                      |                 | [ 112 ]             |
| 2009 | Ice Age: Dawn of the Dinosaurs | Voz adicional                       |                 | [ 114 ]             |
| 2009 | Yuppie Federation              | Garçonete                           |                 | [carece de fontes?] |
| 2010 | Hens and Chicks                | Hanna                               | curta-metragem  | [ 115 ]             |
| 2010 | Toy Story 3                    | Molly Davis                         | dublagem        | [ 116 ]             |
| 2011 | Too Big to Fail                | Buffett's Great Grandkid            |                 | [ 117 ]             |
| 2012 | Lifted                         | Sara                                | curta-metragem  | [carece de fontes?] |
| 2012 | Unforgettable                  | Katrina Sadler                      |                 | [ 118 ]             |
| 2012 | The X Factor                   | Ela mesma                           |                 | [ 6 ]               |
| 2013 | Officer Down                   | Lanie Callahan                      |                 | [ 118 ]             |
| 2013 | Mary and Martha                | Cantora funerária                   |                 | [ 114 ]             |
| 2017 | Please Stand By                | Tracy                               |                 | [ 119 ]             |

## Prêmios e nomeações
| Ano  | Prêmio                    | Categoria                               | Trabalho      | Resultado | Ref.    |
| ---- | ------------------------- | --------------------------------------- | ------------- | --------- | ------- |
| 2015 | Radio Disney Music Awards | Best Song to Rock Out to With your BFFs | "Young Blood" | Venceu    | [ 15 ]  |
| 2015 | Teen Choice Awards        | Choice Next Big Thing                   | Ela mesma     | Venceu    | [ 120 ] |
| 2016 | Teen Choice Awards        | Choice Music: Breakout Artist           | Ela mesma     | Indicado  | [ 121 ] |

## Turnês
Ato principal
- Nice to Meet U Tour (2019)
- Sunsets in Outerspace Tour (2019)
- Gauche Tour (2023)

 Ato de abertura 
- Demi Lovato – Demi World Tour (2014)[122]
- Fifth Harmony – The Reflection Tour (2015)[123]
- Selena Gomez – Revival Tour (2016)[124]
- Coldplay – Music of the Spheres World Tour (2022)

Ato de apoio
- Firefly Festivals
- Lollapalooza
- Voodoo Music Fest